# Сент-Мартін (Міссісіпі)
Сент-Мартін (англ. St. Martin) — переписна місцевість (CDP) в США, в окрузі Джексон штату Міссісіпі. Населення — 7811 особа (2020).

## Географія
Сент-Мартін розташований за координатами 30°26′17″ пн. ш. 88°51′44″ зх. д. / 30.43806° пн. ш. 88.86222° зх. д. (30.438126, -88.862120).  За даними Бюро перепису населення США в 2010 році переписна місцевість мала площу 13,25 км², з яких 11,02 км² — суходіл та 2,23 км² — водойми.

## Демографія
Згідно з переписом 2010 року, у переписній місцевості мешкало 7730 осіб у 3005 домогосподарствах у складі 1981 родини. Густота населення становила 584 особи/км².  Було 3523 помешкання (266/км²).
Расовий склад населення:
| - 72,1 % — білих - 13,4 % — чорних або афроамериканців - 9,7 % — азіатів - 0,4 % — корінних американців - 0,1 % — вихідців з тихоокеанських островів - 1,2 % — осіб інших рас |

До двох чи більше рас належало 3,0 %. Частка іспаномовних становила 4,1 % від усіх жителів.
За віковим діапазоном населення розподілялося таким чином: 24,8 % — особи молодші 18 років, 64,1 % — особи у віці 18—64 років, 11,1 % — особи у віці 65 років та старші. Медіана віку мешканця становила 32,7 року. На 100 осіб жіночої статі у переписній місцевості припадало 95,9 чоловіків;  на 100 жінок у віці від 18 років та старших — 91,8 чоловіків також старших 18 років.
Середній дохід на одне домашнє господарство  становив 56 679 доларів США (медіана — 44 579), а середній дохід на одну сім'ю — 65 350 доларів (медіана — 60 511). Медіана доходів становила 37 134 долари для чоловіків та 31 313 долари для жінок. За межею бідності перебувало 17,2 % осіб, у тому числі 14,3 % дітей у віці до 18 років та 6,9 % осіб у віці 65 років та старших.
Цивільне працевлаштоване населення становило 3505 осіб. Основні галузі зайнятості: мистецтво, розваги та відпочинок — 26,6 %, освіта, охорона здоров'я та соціальна допомога — 17,5 %, роздрібна торгівля — 15,3 %.